# Oblężenie nad rzeką Starzec
Oblężenie nad rzeką Starzec – oblężenie taboru i obozowiska rebeliantów kozackich dowodzonych przez Dymitra Hunię, prowadzone w dniach 22 czerwca – 8 sierpnia 1638 w czasie powstania Ostranicy, przez oddziały wojsk koronnych, dowodzonych przez hetmana polnego koronnego Mikołaja Potockiego i wojewodę podolskiego Stanisława „Rewerę” Potockiego.
Rebelianci kozaccy wspierani przez okolicznych chłopów przez poprzednie miesiące bardzo umiejętnie przygotowali obóz z taborem oparty o brzegi Dniepru, bagien oraz podmokłych łąk. Tak przygotowane miejsce niweczyło szanse na szarże polskiej kawalerii i oznaczać musiało oblężenie i ostrzał obozowiska z dział. Toczono tylko niewielkie potyczki konne z robiącymi wypady z obozowiska kozakami. Pod koniec lipca kawaleria polska rozbiła próbujący przedrzeć się do taboru dwutysięczny oddział kozacki pod dowództwem Jakonenki. To przesądziło o losie obozu kozackiego.
Oblężenie zakończyło się zdobyciem obozowiska kozackiego dnia 8 sierpnia. Przywódców rebelii z rozkazu hetmana Mikołaja Potockiego schwytano, a grupy chłopów i resztki kozaków wypuszczono, jednakże w czasie ich powrotów okoliczne oddziały szlachty większość rebeliantów wymordowała, pamiętając o gwałtach i zniszczeniach prowadzonych przez buntowników wcześniej.
Stłumienie tego lokalnego powstania kozackiego toczonego w okolicy Czerkasów, Łubniów i Połtawy przyniosło spokój na Ukrainie na 10 lat. Jednak w roku 1648 wybuchło ze zdwojoną siłą powstanie, które objęło swoim zakresem już całą Ukrainę – powstanie Chmielnickiego.